# Dactylorhiza osmanica
Dactylorhiza osmanica là một loài thực vật có hoa trong họ Lan. Loài này được (Klinge) P.F.Hunt & Summerh. mô tả khoa học đầu tiên năm 1965.